# Юзеф Аркуш
Юзеф Аркуш (пол. Józef Arkusz; 18 березня 1921, Пронятин, Польська Республіка (нині в складі м. Тернополя, Україна) — 19 червня 1995, Лодзь, Польща) — польський режисер, сценарист і продюсер науково-популярних і навчальних фільмів, суспільно-культурний діяч.

## Біографія
У 1930-х роках переїхав до Львова. Учасник Другої світової війни, був солдатом підпільної Армії Крайова, що діяла в районі Львова.
Після закінчення війни закінчив філологічний факультет університету в Познані та Державну вищу школу кінематографії і театрального мистецтва в Лодзі (1953). Навчався разом з Кшиштофом Кесьлевському та Романом Поланскі.
З 1959 року працював на студії WFO в Лодзі, режисер біологічних і промислових фільмів. Зняв понад 70 фільмів на освітні та наукові теми. Його улюбленими темами були сучасних винаходи і суперечливі теорії сучасного світу.
Став відомим в 1970-х роках завдяки нетрадиційним методам зйомки біологічних сюжетів — з використанням різких великих планів, зйомок фільму з використанням нової технології мініатюрних камер. Його методи були пізніше використані режисерами по всьому світу.
Юзеф Аркуш відомий як творець першого фільму, знятого всередині кровоносних тканин, а також першого фільму, що показує внутрішню частину живого серця.
Найбільш значні фільми: «Сердечний кровообіг» (1962; премія на Міжнародному кінофестивалі в Падуї, 1963), «Життя грунту» (1964; премія на Міжнародному кінофестивалі в Белграді і Брюсселі, 1965), «Зміни в сталі» (1964; премія на міжнародному кінофестивалі в Падуї).

## Фільмографія
- 1956: O wodzie, roślinie i szparkach
- 1957: Światło w życiu rośliny
- 1959: Inseminacja
- 1959: Molanna z piaskowego domku
- 1960: Nakłucie mostka i badanie szpiku kostnego
- 1960: Odczyn wiązania dopełniacza
- 1960: Płaszczyniec burakowy
- 1960: Przybysze z dalekiej północy
- 1960: Skrzydlaci nurkowie
- 1960: Ze świata pleśni
- 1961: Korzenionóżki
- 1961: Rak pustelnik — сценарист
- 1962: Biologia żaby
- 1962: Dlaczego chronimy ropuchę- сценарист
- 1962: Krążenie wieńcowe
- 1962: Źródła energetyczne krążenia krwi
- 1962: Życie trwa — сценарист
- 1963: Życie gleby — сценарист
- 1964: Hartowanie stali — сценарист
- 1964: Morskie zwierzęta osiadłe — сценарист
- 1964: Płastuga
- 1964: Przemiany w stali — сценарист
- 1965: Krew krążąca — сценарист
- 1965: Uprawiajmy poplony ozime
- 1966: Czynności serca — сценарист
- 1966: Trawienie u przeżuwaczy — сценарист
- 1967: Alergia
- 1967: Magia zimna
- 1967: Sanitariusze morza — сценарист
- 1968: Od rudy do stali — сценарист
- 1968: Polska metoda spawania miedzi — — сценарист
- 1968: Przygotowanie wsadu do wielkiego pieca — сценарист
- 1968: Przyrodnicze podstawy zmianowania — сценарист
- 1969: Bioenergetyka serca — сценарист
- 1969: Piec martenowski — сценарист
- 1969: Wpływ środowiska na rozwój embrionalny — сценарист
- 1970: Metody wykrywania szkodników magazynów żywnościowych
- 1970: Owady — szkodniki pól, sadów i lasów
- 1970: Praca pieca stalowniczego «Tandem» — сценарист
- 1970: Rekultywacja piasków
- 1970: Szkodniki magazynów żywnościowych — сценарист
- 1970: Tandem — piec stalowniczy — сценарист
- 1970: Zwalczanie szkodników — сценарист
- 1971: Ploniarka i niezmiarka — szkodniki zbóż — сценарист
- 1971: Produkcja surówki — сценарист
- 1971: Twoje serce — сценарист
- 1972: Budowa pieca stalowniczego Tandem
- 1972: Elektronika tranzystorów — сценарист
- 1972: Metody produkcji stali — сценарист
- 1972: Pługofrezarka
- 1972: Zwalczanie chwastów w warzywach — сценарист
- 1973: Głownie pyłkowe pszenicy, jęczmienia i owsa
- 1973: Uprawa warzyw w ogrzewanych tunelach foliowych
- 1974: Żeby wody były wodami — сценарист
- 1975: Energia wewnętrzna i jej zmiany — сценарист
- 1975: Ochrona gleby — сценарист
- 1975: Praca górnika — сценарист
- 1975: Praca huty — сценарист
- 1976: Podział komórki — mitoza — сценарист
- 1976: Podział zapłodnionych komórek — bruzdkowanie — сценарист
- 1976: Praca zastawek serca — сценарист
- 1976: Przemysł Górnego Śląska — сценарист
- 1976: Życie i odżywianie. Czynności jelit
- 1978: Filmowa pracownia — сценарист
- 1978: Z filmoteki Marczaka — filmowa pracownia — сценарист,
- 1979: Opowieść o owadach — сценарист
- 1979: Życie i odżywianie. Biologia odżywiania
- 1981: Cząstki wodoru — сценарист
- 1982: Bioelektroniczna tajemnica życia
- 1982: Opowieść o kropli wody — сценарист
- 1984: Co jeść i dlaczego — сценарист
- 1984: Nasz organizm — сценарист
- 1985: Tajemniczy mikroskop
- 1985: Wincenty Wcisło
- 1986: Jamochłony
- 1986: Wirusowe zapalenie wątroby
- 1989: Choroby wywoływane przez grzyby